# アレゲーニー山脈
アレゲーニー山脈（アレゲーニーさんみゃく、英: Allegheny Mountains, Allegheny Mountain Range, 非公式に the Alleghenies とも、 [ˌæləˈɡeɪni]、綴りは"Alleghany"や"Allegany"もある）は、アメリカ合衆国とカナダの東部に連なる長大なアパラチア山脈の一部（北東部）をなす山脈である。北東から南西に向かっており、ペンシルベニア州北中部からメリーランド州西部とウェストバージニア州東部を抜け、ウェストバージニア州南西部まで、総延長は約400マイル (640 km)ある。

## 名称
アレゲーニーという名前はペンシルベニア州中西部にあるアレゲーニー山脈のほんの小部分から流れ出るアレゲーニー川から来ている。レナペ族（デラウェア族）インディアンの言葉であり、その意味について確たるものは知られていないが、通常「素晴らしい川」と訳されている。レナペ族の伝説によれば、アレゲーニー川沿いに住み、レナペ族に打ち破られた「アレゲウィ」(Allegewi)族と呼ばれる古代種族に触れている。"Allegheny"はフランス語で綴ったものであり（アレゲーニー川はかってヌーベルフランスに含まれていた）、"Allegany"は英語の綴りである（元イギリス植民地のメリーランド州アレゲーニー郡はこの綴りである）。
アレゲーニーという言葉は、アパラチア山脈と現在呼ばれているもの全体を指して使われるのが通常だった。モホーク族の酋長、ジョン・ノートンは1810年頃にテネシー州やジョージア州にある山脈を指してこの言葉を使った（ただし、綴りは様々である）。同じ頃、ワシントン・アーヴィングはアメリカ合衆国に「アパラチア」か「アレゲーニー」のどちらかに改名する提案をした。1861年、アーノルド・ヘンリー・ギーヨが山脈全体の体系的地質学的研究成果を初めて出版した。その地図では山脈を「アレゲーニー」と表示していたが、本の表題は「アパラチア山系にて」だった。ジョン・ミューアはその著書「メキシコ湾までの千マイル徒歩旅行」（1867年著述）の中で、アパラチア山脈南部をアレゲーニーと呼んだ。16世紀のスペイン人探検家は、フロリダ州北部のインディアン種族名から「アパラチー」(Apalachee)という言葉を初めて使った。モービルの通商語を使う人々は、様々な形態で「アパラチアン」という言葉を用いた。1735年のヘンリー・ポップルによる地図では山脈の南の方を"p"が1つの「アパラチアン」(Apalachian)と綴っている。バージニアやニューイングランドに到着したイギリス人の初期例では、「グレート・スモーキー山脈がその一部であるユーナカ山脈(Unaka Range)と出会うアレゲーニー山脈南部について、18世紀の言葉の派生語「アパラチアン」(Appalachian)を使ったものとして、ロンドンの公的記録局出版「アパラチ山脈（Mountaynes Apalatsi）：ニューポート船長の発見」（1607年）に見ることができる。
19世紀遅くまで「アパラチアン」と「アレゲーニー」について共通の合意事項は無かった。地質学者によって山脈全体を「アパラチアン」と呼ぶのが普通になり、最終的に全体の合意事項になった。

## 地理
アレゲーニー山脈の山のリスト（英語）も参照

### 範囲
北東から南西までアレゲーニー山脈は約400マイル (640 km)に渡っている。西から東には、最も広いところで、約100マイル (160 km) である。
アレゲーニー山脈の地域について公式の境界は無いが、一般に東はグレートバレー（ペンシルベニア州ではカンバーランド・バレー、バージニア州ではシェナンドー・バレー）であり、北はサスケハナ川渓谷、南はニュー川渓谷となっている。西は、アレゲーニーの開析台地に向かって標高を落としている（この台地も時として山脈の一部と考えられている）。最西端の尾根はペンシルベニア州ローレル・アンド・チェスナット尾根とウェストバージニア州のローレル山地とリッチ山地と考えられている。カノーワ川中域から西にケンタッキー州北東部への分水界となるビッグサンディやガイアンドットという地名が今日の道路地図では滅多に見られない。アレゲーニー山脈最南端の支脈は、アレゲーニー山脈南西部のウーアシオト山脈と呼ばれている。これらの丘陵はウェストバージニア州チャールストン地域からクーノー川西岸にあり、同州ハンティントンの南、ケンタッキー州北東部のパイクビル切り通し地域に入り、ニューポートやコビントンのあるリッキング川に至る。オハイオ川北岸の畝りのあるサイオト丘陵やホッキング丘陵がアレゲーニー台地すべての境界になっている。クーノー川東岸では、ローレル丘陵の尾根がピッツバーグ地域で北限となっている。このアレゲーニー台地は今日、特定の地図にしか出ていない。これらアレゲーニー台地と山脈は南に傾斜してカンバーランド山脈と接する。
アレゲーニー山脈の南部にある山脈すなわちバージニア州最西端、ケンタッキー州東部およびテネシー州東部のアパラチア山脈は、カンバーランド山脈である。しかし、ニュー川水系がアレゲーニー山脈を抜けてウェストバージニア州のアレゲーニー台地南西部に入っている。テネシー州オークリッジにあるオークリッジ国立研究所が北部カンバーランド台地内の中生植物混合林の保存に関わっている。カンバーランド台地北部と山脈の保存組織としては、ネイチャー・コンサーバンシー、ドリス・デューク慈善基金およびカンバーランド台地に重点を置く天然資源保護協議会がある。これらはウェストバージニア州やケンタッキー州北東部には関わっておらず、アレゲニー山脈南部地域のみである。アレゲーニーとカンバーランドの両山脈は。アパラチア山脈の尾根と渓谷が続く地帯の一部である。

### アレゲーニー・フロントと「アレゲーニー高地」

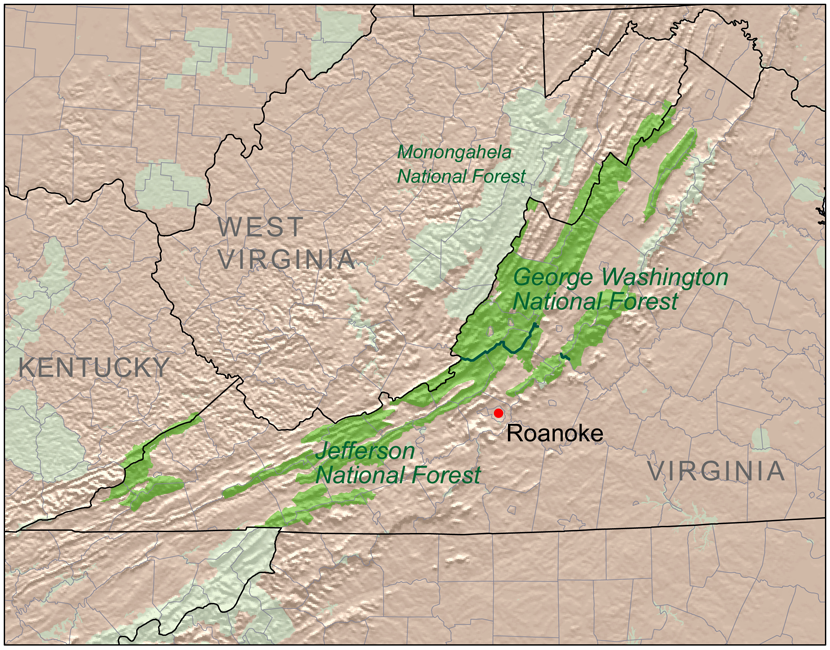
国立ジョージ・ワシントンの森と同ジェファーソンの森はアレゲーニー山脈の東斜面にある。国立モノンガヘラの森はアレゲーニー山脈中央にある。

アレゲーニー山脈の東縁がアレゲーニー・フロントであり、時としてアレゲーニー台地の東端とも考えられている。この大きな断崖はこの地域にある東部大陸分水界の部分となっている。多くの印象的な峡谷や渓谷がアレゲーニー山脈に入っている。東にはスモークホール・キャニオン（ポトマック川南支流）とシェナンドー・バレー、西にはニュー川峡谷、ブラックウォーター・キャニオンとチート・キャニオンがある。かくしてアレゲニー山脈に降る雨の半分は西のミシシッピ川に向かい、半分はチェサピーク湾や大西洋岸に向かう。
アレゲーニー山脈の最も高い尾根はフロントの真西にあり、東西の高低差は3,000フィート (900 m) になる。アレゲーニー高地の海抜は5,000フィート (1,500 m) 近くに達し、南部に最高点がある。アレゲーニー山脈の最高点はウェストバージニア州スプルース山のスプルース・ノブ（4,863フィート、1,482 m) である。その他著名な高峰としては、すべてウェストバージニア州のチート山のソーニー・フラット（4,848フィート、1,478 m）、バックアレゲーニー山のボールド・ノブ（4,842フィート、1,476 m）およびマウント・ポート・クレヨン（4,770フィート、1,454 m）である。メリーランド州のダンス山（2,898フィート、883 m）とメリーランド州の最高点バックボーン山（3,360フィート、1,024 m）、ペンシルベニア州で最高点のデイビス山（3,213フィート、979 m）と2番目のブルー・ノブ（3,146フィート、959 m）もある。

### 開発
アレゲーニー山脈にはそこそこの大きさの都市がわずかにあるだけである。人口の多い都市から順にペンシルベニア州アルトゥーナ、同州ステートカレッジ、同州ジョーンズタウンおよびメリーランド州カンバーランドがある。

### 保護地域
ウェストバージニア州国立モノンガヘラの森、同ジョージ・ワシントンの森およびバージニア州国立ジェファーソンの森がアレゲーニー山脈内にある。またウェストバージニア州内にはドリーソッズ原生地域、ローレルフォーク原生地域およびクランベリー原生地域など多くの連邦政府指定の原生地域もある。
1975年以降、ウェストバージニア州景観の道協会のプロジェクトとなっており、ほとんど完成したアレゲーニー・トレイルはウェストバージニア州内の山脈に沿って延びている。北端はメイソン＝ディクソン線にあり、南端はウェストバージニア州とバージニア州の州境、ピーターズ山にある。

## 地質
アレゲーニー山脈の岩盤は大半が砂岩と変成砂岩、珪岩であり耐候性が非常に強いものである。浸食抵抗性のある礫岩の顕著な岩盤がドリーソッズのような地域の幾つかで見ることができる。これが風化すると、純白の珪岩砂礫層が残る。アレゲーニー山脈の岩層はアパラチア造山運動の期間に造成された。
アレゲーニー山脈北部では凍結と解凍が激しく繰り返されたために、大半の地域では原初のままの岩盤が露出しているところが少ない。地表は通常乱雑になった巨大な砂岩の上にあり、その間に空隙があって、徐々に下方に動いている。アレゲーニー・フロントの頂点は例外であり、高い崖が多く露出しており他とは違う景観を呈している。

## 植物相と動物相
ウェストバージニア州のアレゲーニー山脈はアカトウヒ、バルサムモミおよびナナカマドという通常は北方で見られる樹木の森林が特徴である。
これらの山や台地にはトカゲ、スキンク、亀および蛇といった20種以上の爬虫類がいる。ムクドリモドキ科の鳥さらにはチャイロコツグミやモリツグミのような鳥が山脈を訪れる。北アメリカの渡り鳥は暖かい季節には高峰を除いて山岳に住んでいる。時にはミサゴやワシが渓流に沿って営巣しているのが見られる。タカとフクロウが最もよく見られる猛禽類である。
この地域の哺乳類には、オジロジカ、シマリス、アライグマ、スカンク、ウッドチャック、フクロネズミ、イタチ、ノネズミ、ムササビ、ワタオウサギ、ハイイロギツネ、アカギツネ、ハイイロリス、キタリスおよび数種類のコウモリがいる。ボブキャット、カンジキウサギ、イノシシおよびクロクマもアレゲーニー山脈の森林や公園で見ることができる。しかし、ミンク、ビーバーおよび東部クーガー（ピューマ属のクーガー）は滅多に見られなくなった。
アレゲーニー山脈の水生生物としては24科の魚がいる。両生類は21種を数える。その中でもアメリカオオサンショウウオとヒキガエルやカエルを含む両生類がいる。アレゲーニー山脈は通常の無脊椎動物54種の住み処でもある。これには、腹足綱、ナメクジ、ヒル、ミミズおよび昆虫やザリガニの幼虫がいる。洞穴性ザリガニ（カンバラス・ネルテリウス）は80種以上の洞穴性無脊椎動物と共に住んでいる。

## 歴史
前史時代にアレゲーニー山脈に住んだ人々は、広域にわたった古代マウンド建造文化、特に東部森林地帯（イースタン・ウッドランド）のアデナ文化や後のホープウェル文化の影響を受けた者達の中から現れた。これら後期中部ウッドランド文化人でアレゲーニー山脈に住んだ者はモンテーン文化人（西暦500年-1000年頃）と呼ばれている。その隣人で森林地帯のバックガーデン文化人はアレゲーニー山脈中央の西部渓谷に住んだ。モンテーン文化の場所には、ポトマック川上流地域やニュー川の支流が含まれている。これらには、ウーアシオト山脈北支脈のより南西部の初期アームストロング文化（ホープウェル文化の影響を受けた紀元前100年から紀元後500年の後期アームストロング・インディアン）やさらに東部のバージニア森林の人々の影響も受けていた。後期ウッドランド・モンテーンはオハイオから来たホープウェル文化人の交易の影響はあまり受けていないが、タイガート渓谷のモンテーン人住居跡では類似した磨き石器が見つかっている。モンテーン人の小集団がその古典的定義による時代を超えて山岳渓谷の一部に残っていたように思われる。
モノンガヘラ川支流はアレゲーニー山脈北寄りの西側斜面にあり、そこからモノンガヘラ文化が名付けられた。ペンシルベニア州アレゲーニー郡にあるゴッドウィン・ポートマン遺跡36AL39は、15世紀に古代砦（西暦850年-1680年）があった可能性がある。ワシントン・ボロ土器がメリーランド州の後期サスケハノック層の北東側斜面にあるバートン (18AG3) やレウェリン (18AG26) 遺跡で発見された。初期のモノンガヘラ文化（西暦900年-1630年）はペンシルベニア州ではドルー様式と呼ばれている。ペンシルベニアのリチャード・L・ジョージ博士に拠れば、「モノンガヘラ族の幾らかはアルゴンキン語族だと考える...他の学者がイロコイ語族は後期モノンガヘラ族と交流があり、これを肯定する追加証拠があると示唆してきた。私は、考古学的に認識される言葉のモノンガヘラはスー族を含み幾つかの言語の話し手を包含しているようだと結論付けた。」ウェストバージニア州のマスロウスキー博士によれば、「ニュー川水系とポトマック川上流は、ハフマン期（ペイジ）狩猟採集地域の範囲をあらわしており、すなわち集落遺跡で少量が発見された時は、交易用土器あるいはペイジの女性が他の集落（種族）で模倣したものである。」バージニア州のポッター博士に拠れば、彼ら（ペイジ土器のハフマン期）はアレゲーニー山脈の東斜面、ポトマック川上流から北方を占領しており、他方、シェナンドー・バレー低地には西暦1300年以前にルレー期（アルゴンキン）人が「侵入」した。これら古代のアレゲーニー山地住人はアレゲーニー山脈の東部斜面の古典的ハフマン期に追い出され、東部スー族の領地であるバージニア州西部のブルーリッジ山脈に行ったと考えられている。
前史時代のアレゲーニーは開拓者の初期日誌で垣間見ることができる。1671年9月のバッツとファラムの遠征隊に拠ると、ニュー川支流で山岳「チェロキー族とイロコイ族」混血のメヘタン族インディアンを見つけた。今日ではスー族のモネトン族と考えられている。この日誌はクーノーフォール下流の「ソルト集落」を明確にしていないが、単に「メヘタン族」はこれらと交わったとしている。「ソルト集落」下流に大勢の好戦的インディアンが到着したを示唆すると説明しており、これらは1692年から1694年のビールス遠征時の「シャンワン族」、古代ショーニー族であると考える者がいる。1669年、バージニア植民地のためのメリーランド人ジョン・レーデラーとテネシーのチェロキー族がクーノー川河口を訪れ、アレゲーニー山脈の下流には敵対的な者はいないと報告した。モヘタン族の代表はスー族の通訳を介して、1671年から1672年のバッツとファラム、エイブラハム・ウッド大佐に、モヘタン族は「ソルト集落」下流の人々と交わっていないので、その人々について多くを語れないと説明した。モヘタン族は1671年の時点で武装しており、その代表は友好の印として彼とその他の者の武器に幾袋かの弾薬を与えられた。アレゲーニー山脈ではバージニアの歴史記録が始まる前にその中央部で既に誰かが交易を始めていた。初期の学者の中には、これら記録以前の者達が、ポトマック川沿いのスペイン人アハカン・オカクァン前進基地のシトー会か、ロンセベルテ川沿いのイエズス会とガーナワーゲ祈祷するインディアン（モホーク族）だったという証拠を見つけた者がいる。木彫のクーノー・マドンナはこの時代かそれ以前のものとされている。バージニアのペアリスバーグ近く、ニュー川がピーターズ山を抜ける所は、1671年の日誌で「モケタン族が以前住んでいた」という記述がある。
ヨーロッパ人が探検し開拓地を造る以前に、イロコイ族、ショーニー族、レナペ族、カトーバ族などインディアン種族の何世代にもわたって、アレゲーニー山脈を抜ける道が造られていった。これは交易、狩猟および特に戦争のためだった。ウェストバージニアのチェロキー族はタイガート・バレーのチェロキー・フォールズ、今日のバレー・フォールズにいたという記録がある。インディアンの交易業者チャールズ・ポークの交易拠点は前世紀からその地域にあるチェロキー・フォールズのカリキュアスと共に1731年の日付に遡ることができる。「ロンドン・スクライブズ」（王室の課税記録）ではわずかしかない初期植民地交易拠点の中に植民地アレゲーニー拠点に関するぼんやりとした記述がある。これら数少ない拠点の一般的知識は地元住民の伝承以上のものだった。しかし1例として、『素晴らしいウェストバージニア雑誌』の初期発行版では「ヴァン・メトル」の交易家屋のことが、ポトマック川の上流南支流にあったとされている。18世紀初期のグリーンブライア渓谷の地図には別の大変初期の交易用家屋が載っている。一般にインディアンはインディアンを殺す者を信用せず、関係を持たなかった。インディアンの交易業者達は友好的なインディアンと共に、異なる政治的動機を持ち、フランスやスペインに政治的に支援された侵入してくる敵対的インディアンと戦っていたであろう。
1719年には既にヨーロッパから新しく到着した者達がサスケハナ川下流を横切り、アレゲーニー山脈の北東に流れ出す川沿いの認可されていない土地に、ペンシルベニアの資産理事会を無視して不法に入植した。この時代にペンシルベニアと条約を結んだ幾つかのインディアン種族は、ペンシルベニアの副総督や委員会に「メリーランド・イントルーダー」の排除を要請した。これらの者は「アメリカ人｣や「メリーランド人」ではなく、新しくヨーロッパから心に期するところがあって到着したばかりの者達であって、後には「メリーランド人」や「バージニア人」あるいは「ペンシルベニア人」になったかもしれないし、ならなかったかもしれない。これらの者達の幾らかは、アレゲーニー山脈より向こうの領土が解放されるにつれて、到着した場所には留まらず先に進んだ。ペンシルベニア当局だけが国際的に合法な「条約遵守問題」を抱えていただけでなく、バージニア植民地でも同様だった。フランスとスペインの領有権主張は通常の歴史書にも現れているように脅威であり、スペイン継承戦争のような世界的植民地問題があった。その後の数十年間、バージニア植民地のロバート・デインウィッディ時代に、アレゲーニー山脈に到着する先駆的開拓者達は貸与停止法によって違法占拠者になった。彼らは公式の測量士に先立ち、ダンモア卿に挿げ替えられることになったバージニア植民地総督から認められた土地所有権を記す「木やトウモロコシ畑に印をつける」方法を使った。 
アレゲーニー山脈に入っていった初期白人の中には、キャメロンの第6代フェアファックス卿トマス・フェアファックスかイギリス枢密院に所属する土地の範囲に関する論争を収めようとした測量士もいた。1736年のジョン・サベイジに率いられた遠征隊はポトマック川北支流の水源を突き止めた。10年後にピーター・ジェファーソンとトマス・ルイスに率いられた遠征隊は、水源に「フェアファックスの石」を置き、その石から南東にラッパハノック川水源に延びる境界線（フェアファックス線）を設定した。ルイスの遠征日誌では開拓前のアレゲーニー地方について貴重な見解が述べられている。
アレゲーニー山脈を越える道は、ブラドック道路と呼ばれる軍事道路が1751年にオハイオ会社によって目印を付け切り開かれた時に始まった（それ以前にネマコリンの道と呼ばれるインディアンや開拓者が使った道にそって開かれた）。ブラドック道路はメリーランドのカンバーランド（ポトマック川の航行可能上限）とオハイオ川の支流（後のピッツバーグ）とを結んだ。道の名前はフレンチ・インディアン戦争の時のイギリス軍指揮官エドワード・ブラドック将軍に因むものであり、ブラドックは4年後に悲運に終わったブラドック遠征隊を率いた。戦争に加えて狩猟やインディアンとの交易が白人の山脈を越える主要な動機になった。白人による恒久的開拓地には、メリーランド人でインディアン・ファイターかつ交易業者のトマス・クレサップ（1702年-1790年）や奥地の住人で猟師のメシャク・ブロウニング（1781年-1859年）のような者の探検が先行した。
ブラドック道路は、アメリカ合衆国連邦政府によって国内では初めて建設された改良道路となるカンバーランド道路（ナショナル道路とも呼ばれる）によって置き換えられた。その建設は1811年にカンバーランドで始まり、1818年にはオハイオ川沿いバージニア州（現在はウェストバージニア州）ホイーリングに達した。
マーティン・ルーサー・キング・ジュニア博士はその有名な『私には夢がある』演説（1963年）の中で、「ペンシルベニアのアレゲーニーの高みから自由の鐘を鳴らそう」と言ってアレゲーニー山脈に触れた。

## ギャラリー

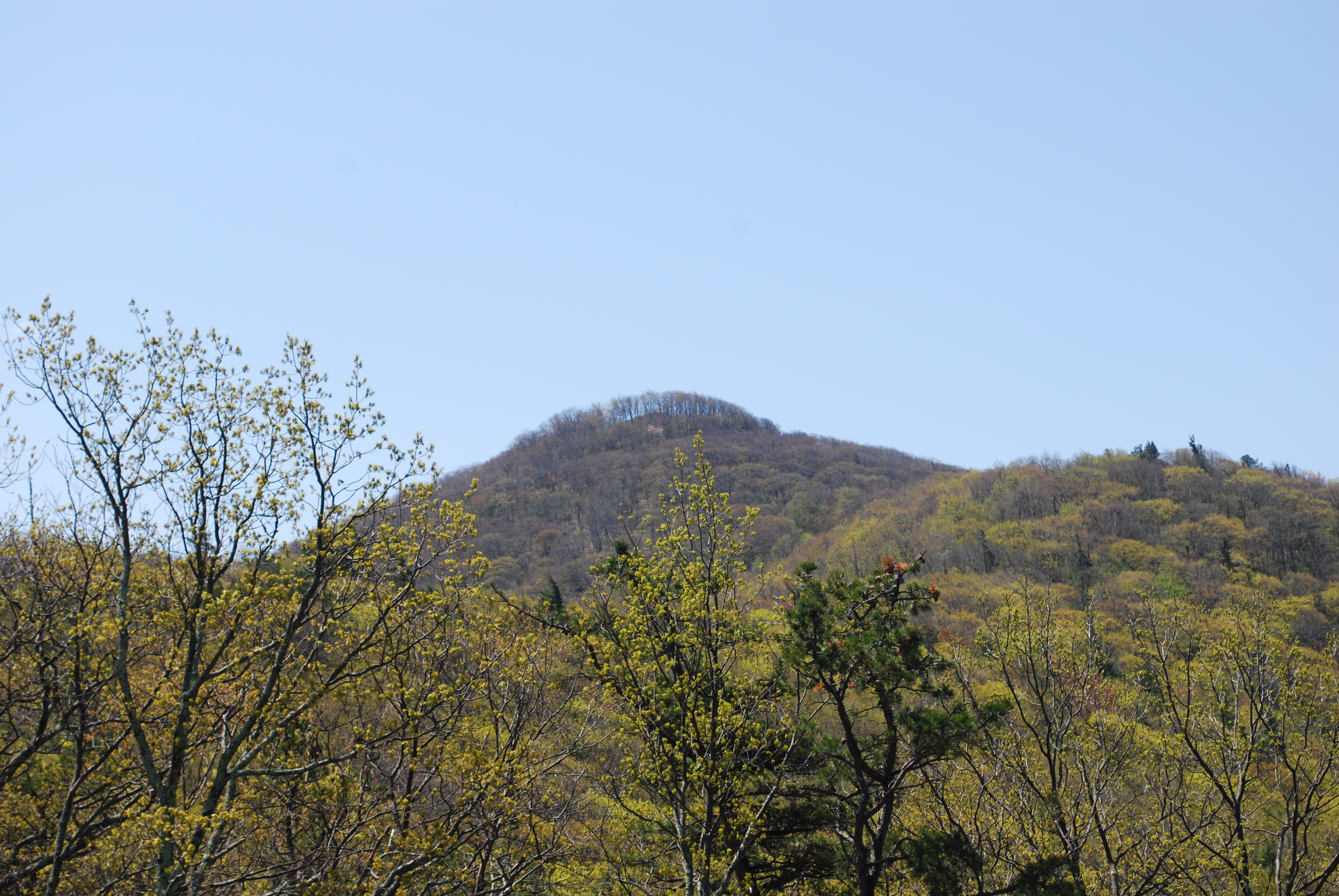
シェナンドー山、アレゲーニー山脈の東端
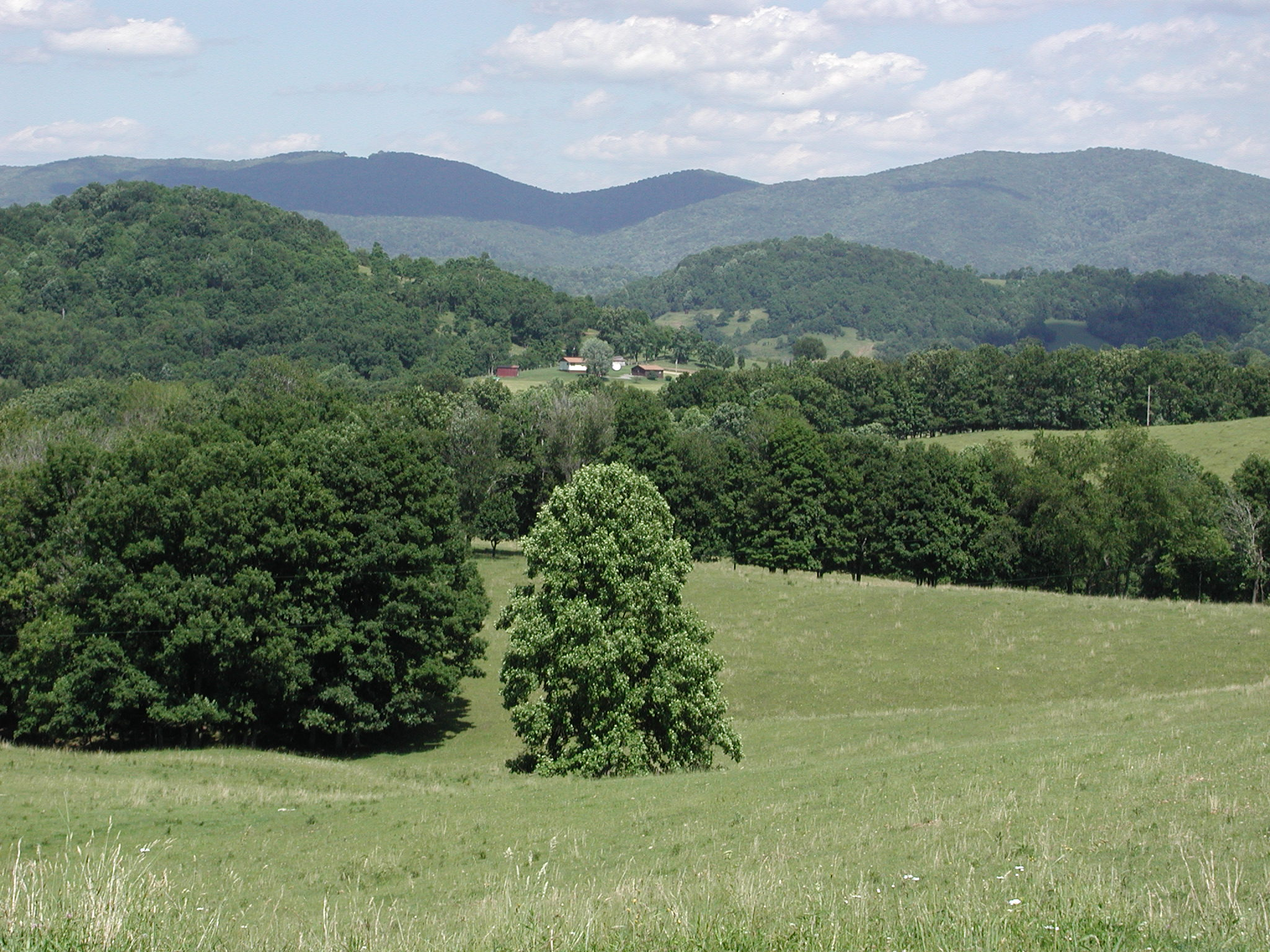
ウェストバージニア州ローレル山、アレゲーニー山脈の西端
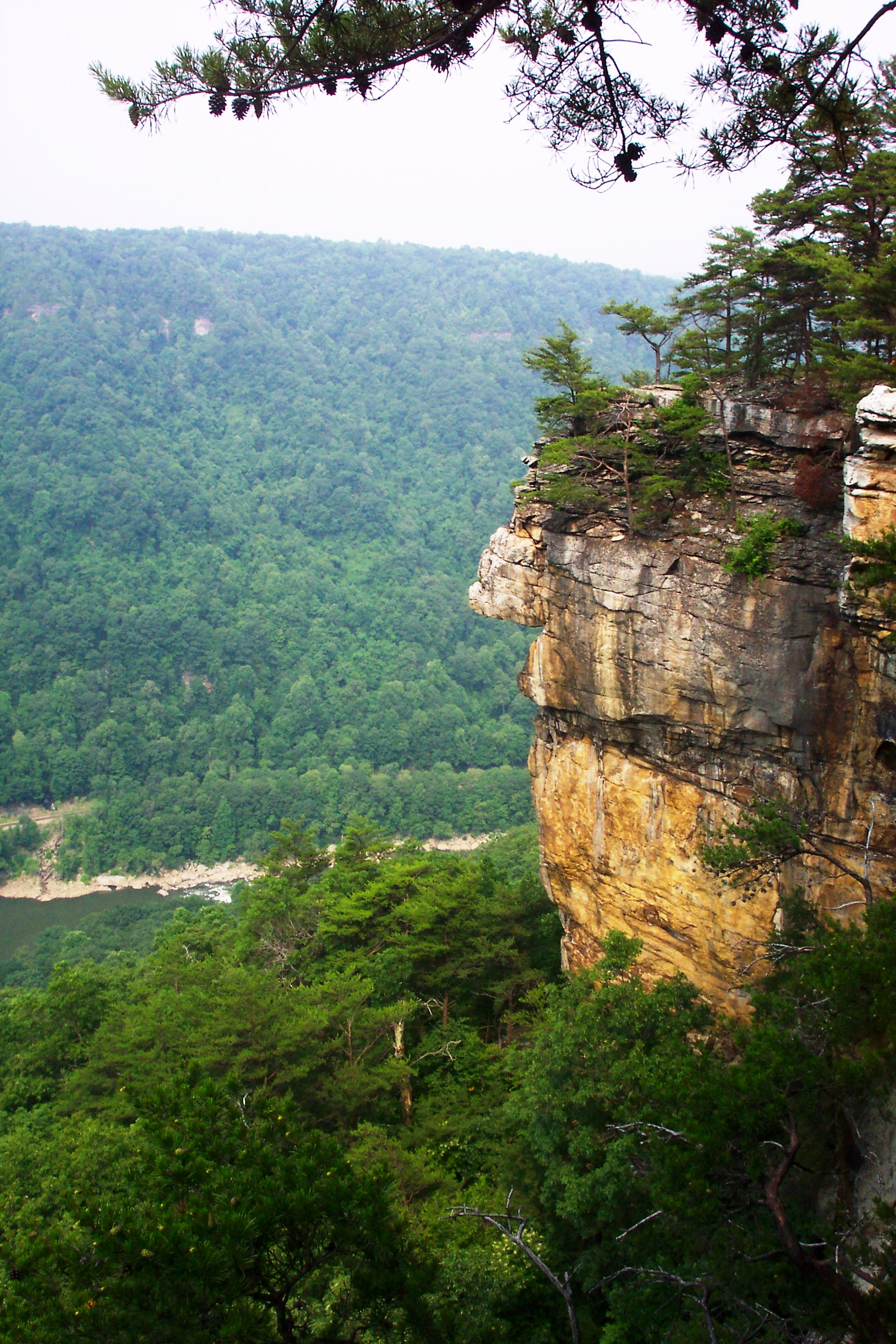
ニュー川峡谷、ビュティー山にある崖
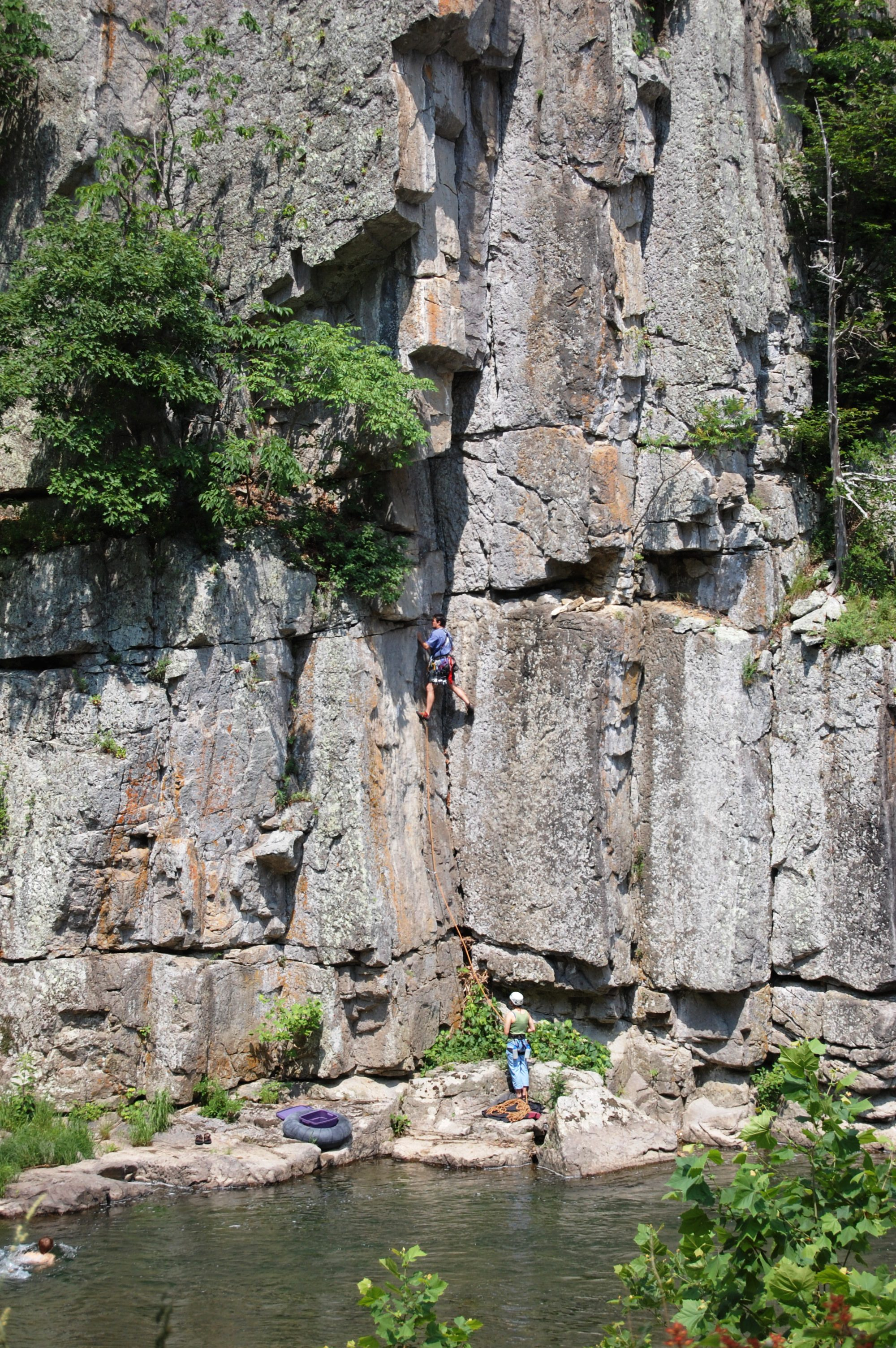
スモークホール・キャニオン
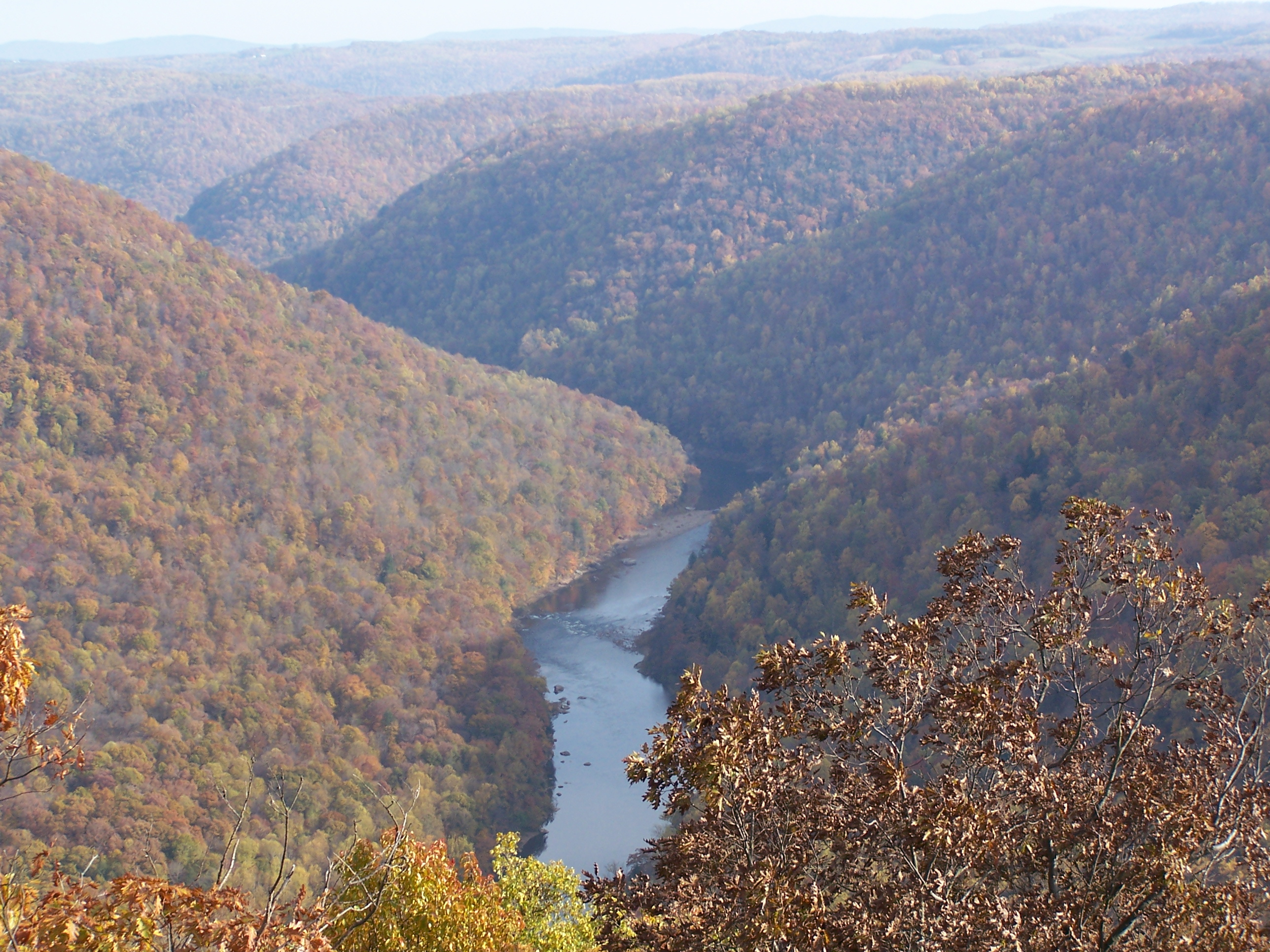
チート・キャニオン
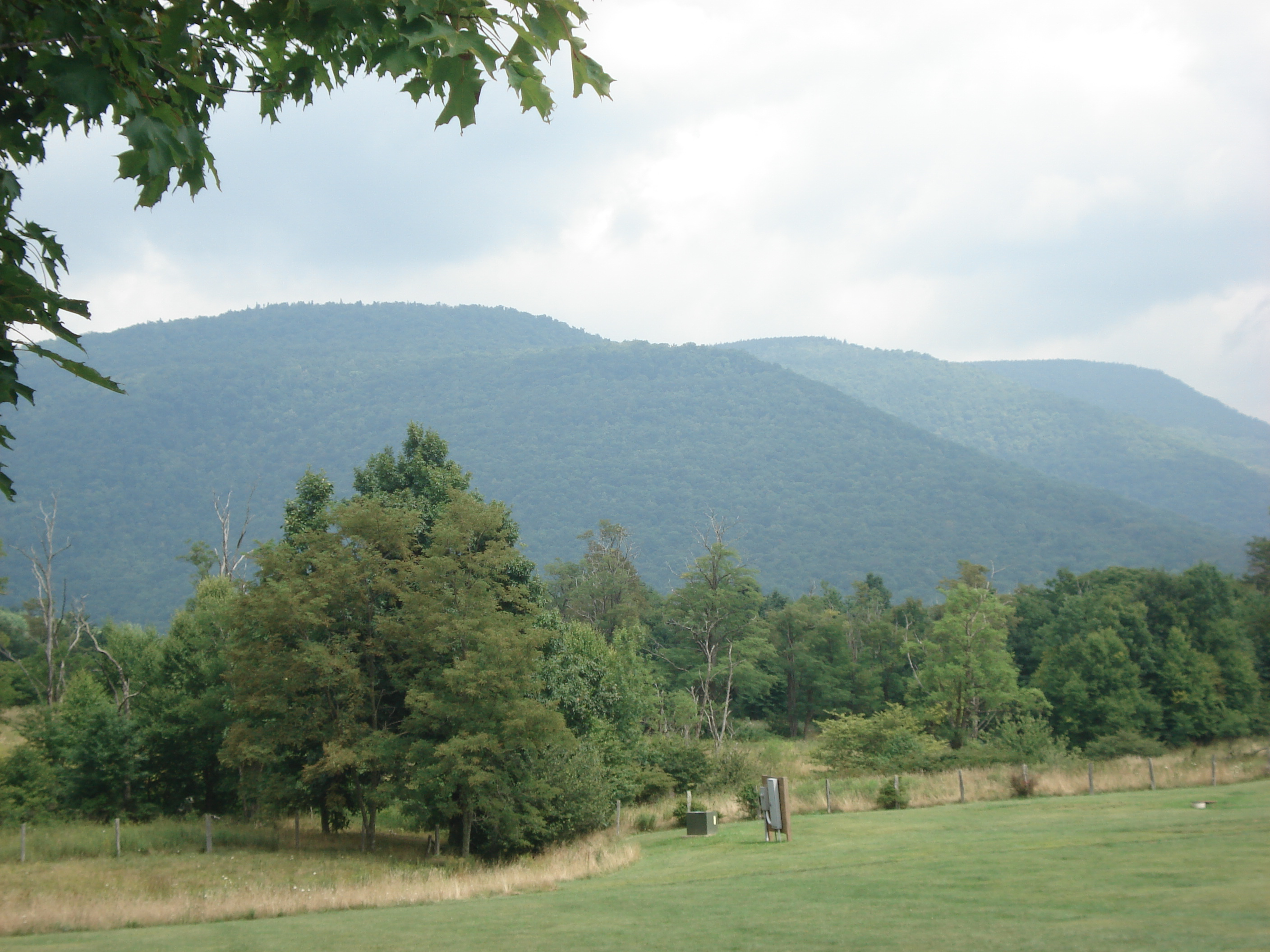
バックアレゲーニー山
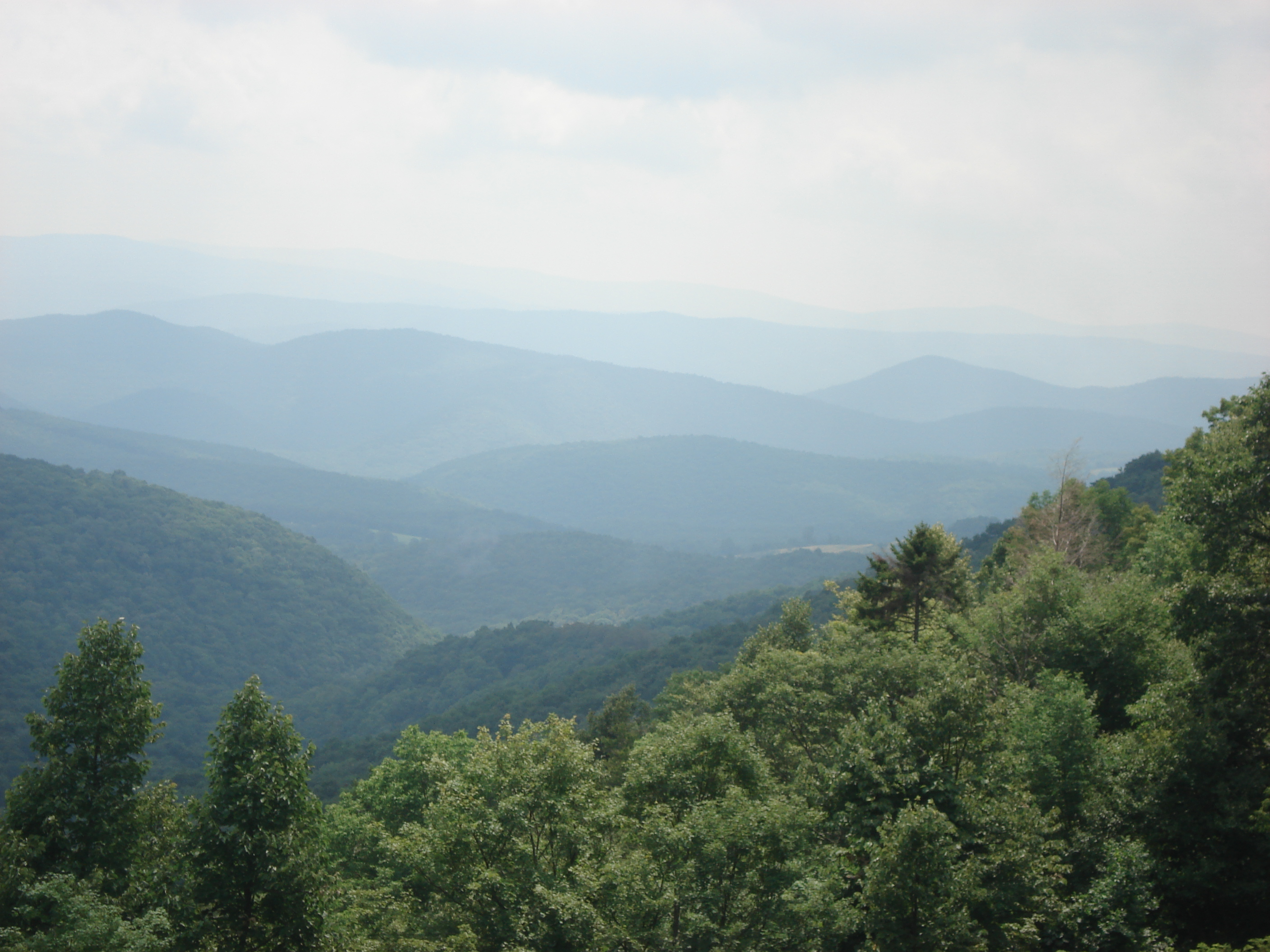
モノンガヘラの森
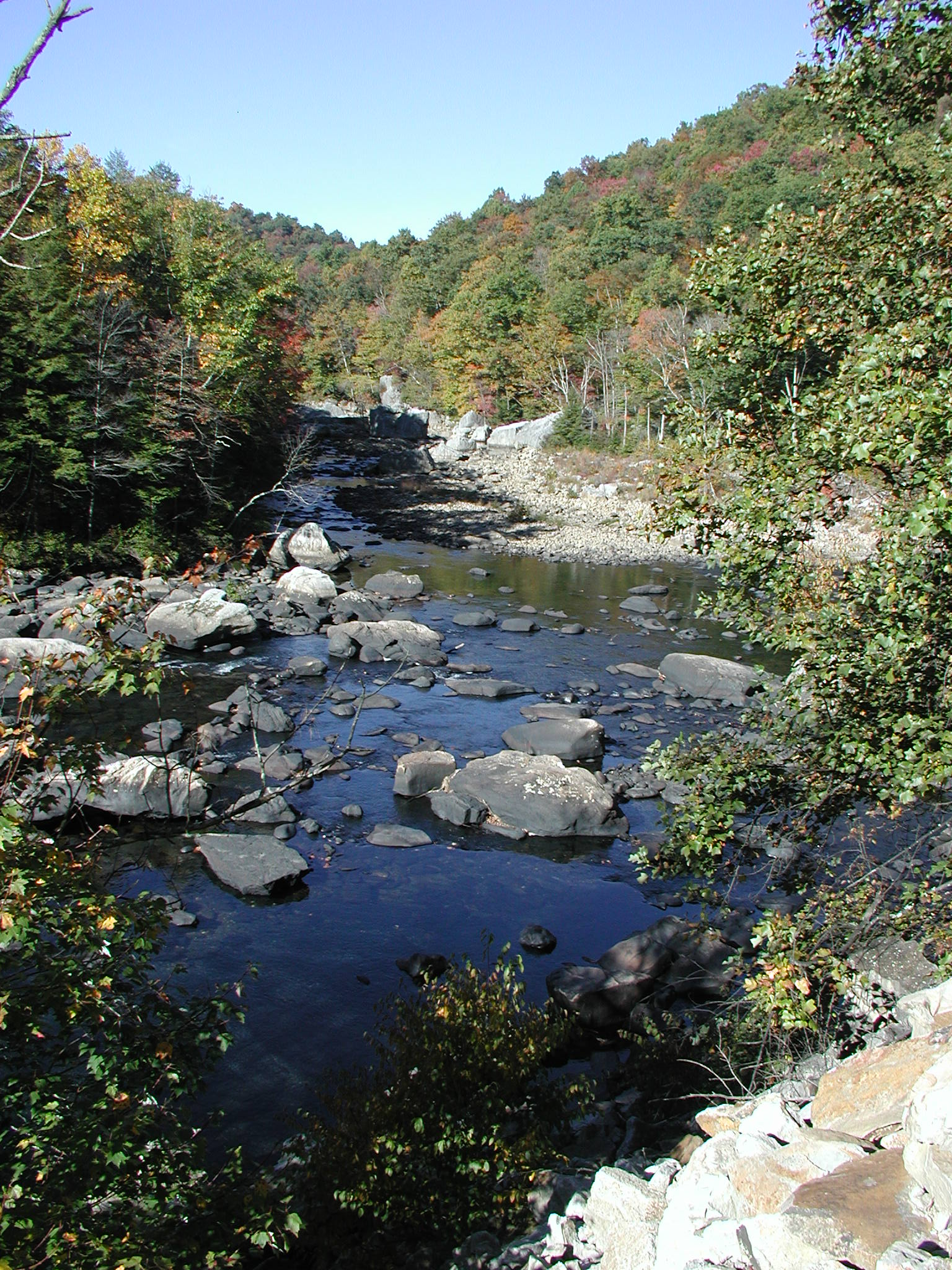
タイガート・バレー